# 大河百々代
大河 百々代（おおかわ ももよ、1922年1月4日 - 1942年7月）は、日本の女優である。父は大都映画創立者の河合徳三郎、姉は女優の琴路美津子、異母姉も女優の三城輝子である。満20歳で早世した。

## 人物・来歴
1922年（大正11年）1月4日、東京府東京市（現在の東京都区部）に、のちに河合映画製作社、大都映画を設立する河合徳三郎を父とし、「大川世喜子」として生まれた。
東京高等音楽学院大塚分教場（現在の東邦音楽大学）に学び、1934年（昭和9年）に父の経営する大都映画に12歳で入社する。同年、隼秀人（のちのハヤフサヒデト）主演、大江秀夫監督のサイレント映画『俺は日本人だ』に出演して、映画界にデビューする。翌1935年（昭和10年）には、姉の琴路美津子がハヤフサと結婚して引退、百々代は姉に代わってハヤフサの相手役のヒロインとなる。ハヤフサの監督作にも多く出演した。
1937年（昭和12年）12月3日、父の徳三郎が死去し、兄覚太郎が二代目河合徳三郎を襲名して同社の経営を引き継いだ。
現代劇で活躍したが、父の没後3周年を迎えた1940年（昭和15年）11月7日に公開された映画『愛情の権利』を最後に、翌1941年（昭和16年）春義兄ハヤフサヒデトと共に大都を退社、1942年（昭和17年）7月に病没した。
わずか6年のキャリアで100本を超える映画に出演した。出演作のなかで現存するフィルムは、『法廷哀話 涙の審判』（監督吉村操、1936年）、『争闘阿修羅街』（監督八代毅、1938年）のみである。

## フィルモグラフィ

### 1934年
- 『俺は日本人だ』 : 監督大江秀夫 - 女優デビュー作
- 『若様人生勉強』 : 監督太田辰三

### 1935年
- 『先生と剣道選手』 : 監督吉村操
- 『裏街の大統領』 : 監督大江秀夫
- 『就職はしたけれど』 : 監督太田辰三
- 『定九郎破れ笠』 : 監督白井戦太郎
- 『謎の泥人形 前篇』 : 監督白井戦太郎
- 『女の運命』 : 監督吉村操
- 『謎の泥人形 後篇』 : 監督白井戦太郎
- 『五月晴れ上州路』 : 監督石山稔
- 『頓馬武勇伝』 : 監督岡田敬
- 『弥之八愛憎仁義』 : 監督大伴麟三
- 『おこわ草紙 前篇』 : 監督吉村操
- 『俺の運ちゃん時代』 : 監督ハヤフサヒデト
- 『おこわ草紙 中篇』 : 監督吉村操
- 『街の暴れん坊』 : 監督ハヤフサヒデト
- 『おこは草紙 完結篇』 : 監督吉村操
- 『疾風蜥蝪鞘 百万両の凧 第一篇』 : 監督白井戦太郎
- 『恋愛ハイキング』 : 監督吉村操
- 『熱血荒神山』 : 監督岡田敬
- 『無名の怪人』 : 監督ハヤフサヒデト

### 1936年
- 『疾風蜥蝪鞘 第二篇 怪盗綺平次』 : 監督白井戦太郎
- 『疾風蜥蝪鞘 完結篇 蜥蝪鞘追放』 : 監督白井戦太郎
- 『俺の鉄拳制裁』 : 監督ハヤフサヒデト
- 『微笑む悪魔』 : 監督ハヤフサヒデト
- 『銀嶺の寵児』 : 監督ハヤフサヒデト
- 『春化粧八人娘』 : 監督吉村操
- 『無敵乱闘王 No.1 驀進突破篇』 : 監督ハヤフサヒデト
- 『無敵乱闘王 No.2 猛火決死篇』 : 監督ハヤフサヒデト
- 『無敵乱闘王 No.3 地獄谷迷路篇』 : 監督ハヤフサヒデト
- 『坊やよい子だ』 : 監督吉村操
- 『無敵乱闘王 No.4 肉弾挺身篇』 : 監督ハヤフサヒデト
- 『血潮』 : 監督土方雄
- 『無敵乱闘王 No.5 黎明解決篇』 : 監督ハヤフサヒデト
- 『水の王者』 : 監督吉村操
- 『お殿様と西瓜』 : 監督外山凡平
- 『闇の渡り鳥』 : 監督ハヤフサヒデト
- 『大学の蛮柄紳士』 : 監督ハヤフサヒデト
- 『怪電波殺人光線 第1篇 人間タンク出現』 : 監督吉村操 - 役名 : 百合江
- 『旋風街 No.1 発端篇』 : 監督ハヤフサヒデト
- 『旋風街 No.2 怪走炸裂篇』 : 監督ハヤフサヒデト
- 『法廷哀話 涙の審判』 : 監督吉村操
- 『旋風街 No.3 猛襲潰滅 完結篇』 : 監督ハヤフサヒデト
- 『笑ふ青春』 : 監督外山凡平
- 『怪電波殺人光線天空の脅威 第二篇』 : 監督吉村操 - 役名 : 百合江
- 『怪電波殺人光線第三篇 晴雲解決篇』 : 監督吉村操 - 役名 : 百合江

### 1937年
- 『大当り冒険王』 : 監督ハヤフサヒデト
- 『波止場の摩天楼』 : 監督ハヤフサヒデト
- 『眉目麗しく情あり』 : 監督土方雄
- 『軍国美談 召集令』 : 監督吉村操
- 『男のいのち』 : 監督土方雄
- 『忠臣蔵』 : 監督白井戦太郎 - 役名 : 大高妹汐路
- 『陸の野獣』 : 監督八代哲
- 『恋とサンドウィッチ』 : 監督石原英吉
- 『血沫の戦慄』 : 監督八代哲
- 『エンコの顔役』 : 監督土方雄
- 『おもちゃの天使』 : 監督土方雄
- 『肉弾騎手』 : 監督石原英吉
- 『ハッタリ天国』 : 監督ハヤフサヒデト
- 『青春偵察』 : 監督土方雄
- 『当世箱入娘』 : 監督吉村操・和田敏三
- 『法羅八二人旅』 : 監督白井戦太郎
- 『海の弥次喜多』 : 監督永富映次郎
- 『魔人幽霊搭 第一篇』 : 監督八代毅
- 『魔人幽霊搭 第二篇』 : 監督八代毅
- 『魔人幽霊搭 完結篇』 : 監督八代毅

### 1938年
- 『熱血手榴団』 : 監督土方雄
- 『母の瞳』 : 監督吉村操
- 『我無者羅男性』 : 監督八代毅
- 『あたしの花嫁』 : 監督和田敏三
- 『感激の青春』 : 監督和田敏三
- 『学生忠臣蔵』 : 監督和田敏三
- 『三色すみれ』 : 監督吉村操
- 『争闘阿修羅街』 : 監督八代毅
- 『スパイ戦線に踊る』 : 監督八代毅
- 『二度目の母』 : 監督和田敏三
- 『貞操禍』 : 監督吉村操
- 『素晴らしき一週間』 : 監督田坂実
- 『断髪と桃割れ』 : 監督和田敏三
- 『シネオペレッタ唄ふご夫婦』 : 監督吉村操
- 『恋の日本晴れ』 : 監督田坂実
- 『結婚武勇伝』 : 監督八代毅
- 『轟く天地』 : 監督大伴麟三
- 『爆弾児』 : 監督吉村操
- 『級長』 : 監督小崎政房、補導吉村操

### 1939年
- 『暁の快速艇』 : 監督八代毅
- 『大陸の花嫁』 : 監督吉村操
- 『日本の母 母の巻』 : 監督吉村操
- 『日本の母 子の巻』 : 監督吉村操
- 『軍国の処女』 : 監督和田敏三
- 『花嫁極楽島』 : 監督吉村操
- 『女性哀話』 : 監督和田敏三
- 『伊豆の女達』 : 監督八代毅
- 『こんな御夫婦』 : 監督吉村操
- 『子宝部隊』 : 監督八代毅
- 『国策息子』 : 監督益田晴夫
- 『地平線』 : 監督吉村操・白井戦太郎 - 役名 : 田所陽子

### 1940年
- 『娘天晴国策型』 : 監督益田晴夫
- 『青春万才』 : 監督八代毅
- 『黒潮に咲く花 前篇』 : 監督吉村操
- 『黒潮に咲く花 後篇』 : 監督吉村操
- 『僕の花嫁』 : 監督和田敏三
- 『こゝろ妻 前篇』 : 監督吉村操
- 『こゝろ妻 後篇』 : 監督吉村操
- 『青春の歌』 : 監督水木栄一
- 『突貫令嬢』 : 監督益田晴夫
- 『愛の潮路』 : 監督八代毅
- 『新しき門出』 : 監督八代毅
- 『若旦那太平記』 : 監督和田敏三
- 『下町三人娘』 : 監督宇佐美彪
- 『母なきあと』 : 監督小崎政房
- 『純情宵待草』 : 監督弥刀研二
- 『愛情の権利』 : 監督益田晴夫 - 遺作

## 註
1. 1 2 3 4  『無声映画俳優名鑑』、無声映画鑑賞会編、マツダ映画社監修、アーバン・コネクションズ、2005年、p.174。
2. 1 2 3 4 5 6 7  『芸能人物事典 明治大正昭和』、日外アソシエーツ、1998年11月。
3. 1 2 3  Momoyo Okawa - IMDb（英語）, 2009年10月23日閲覧。
4. ↑  『日本映画年鑑』昭和17年度版（大同社）p677
5. ↑  『古川ロッパ昭和日記戦中篇』（晶文社、1987年）p268
6. ↑  所蔵映画フィルム検索システム、東京国立近代美術館フィルムセンター、2009年10月23日閲覧。